# Forbestra equicola
Espèce
Forbestra equicola est un insecte lépidoptère  de la famille des Nymphalidae, de la sous-famille des Danainae et du genre Forbestra.

## Dénomination
Forbestra equicola a été décrit par Pieter Cramer en 1780 sous le nom initial de Papilio equicola.

### Noms vernaculaires
Forbestra equicola se nomme Equicola Tigerwing en anglais.

### Sous-espèces
- Forbestra equicola equicola; présent au Surinam et en Guyane.
- Forbestra equicola equicoloides (Godman & Salvin, 1898); présent en Équateur, au Brésil et au Pérou.
- Forbestra equicola ssp; présent au Brésil[1].

## Description
Forbestra equicola est un papillon d'une envergure de 70 mm à 75 mm, aux ailes à apex arrondi avec les ailes antérieures bien plus longues que les ailes postérieures. Les ailes sont de couleur ocre et ornées de taches marron, alternant avec des taches jaune sur une zone allant de l'apex au milieu du bord costal aux ailes antérieures et aux ailes postérieures de taches marginales marron et d'une ligne de marques marron qui est parallèle à cette marge.
Le revers est semblable.

## Biologie

### Plantes hôtes
Les plantes hôte de sa chenille sont des Cyphomandra.

## Écologie et distribution
Aeria eurimedia est présent en Équateur, au Pérou, au Brésil, au Surinam, en Guyana et en Guyane.

### Protection
Pas de statut de protection particulier.